# Adoración de la naturaleza

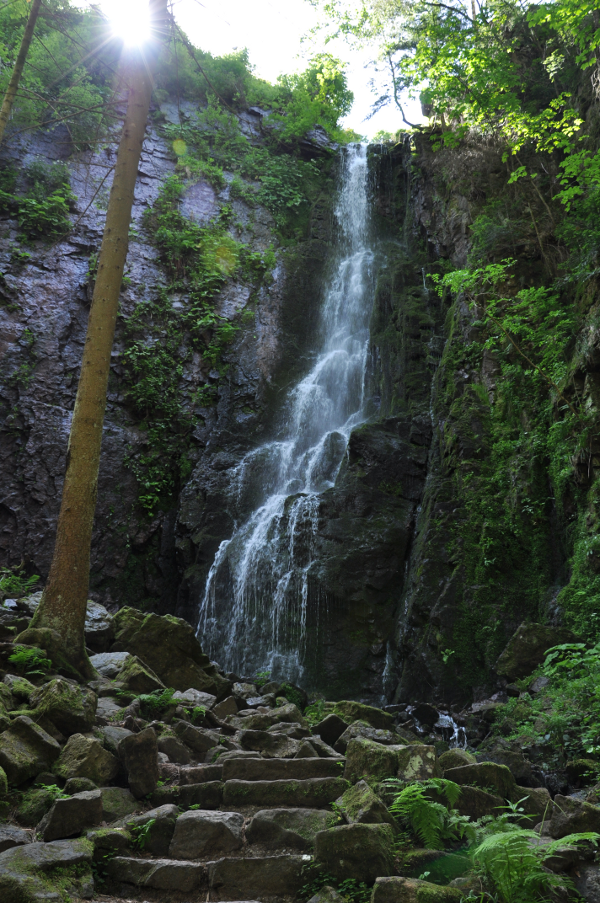
La adoración a elementos naturales como el agua o los árboles es común en varias mitologías, como la celta.

Se denomina alabanza de la naturaleza a la devoción, alabanza y honor de índole religiosa hacia elementos de la naturaleza o hacia el Universo como conjunto. Incluye reverenciar elementos materiales como los animales, plantas, planetas y la propia humanidad. No debe confundirse con el naturismo.
Si bien los estudiosos afirman que esta adoración no surge en periodos tempranos del desarrollo religioso, el culto al sol y al fuego son comunes en diversas religiones antiguas, como el zoroastrismo y en la mayoría de las mitologías de la Antigüedad. El Sintoísmo, nativo de Japón, se basa en la adoración de los kami o espíritus de la naturaleza.
Dentro de las corrientes contemporáneas de la New Age y el neopaganismo, la evolución de la religión desde la adoración de la naturaleza ocupa un lugar central en escritos como el Libro de Urantia, donde es ampliamente reseñada. La deificación de los elementos naturales es rechazada por el mismo Libro de Urantia así como por religiones como el catolicismo, y el judaísmo, pero es frecuentemente referida como parte de las creencias de los pueblos precolombinos.